# Araçu
Araçu es un municipio brasilero del estado de Goiás. Su población en 2004 era de 4.351 habitantes.